# الاتحاد الألماني الشمالي
الاتحاد الألماني الشمالي (بالألمانية: Norddeutscher Bund) كان اتحادا من 22 دولة مستقلة في شمال ألمانيا. تم تشكيلها من قبل الدستور وافقت عليها الدول الأعضاء في عام 1867 وتسيطر عليها السياسة العسكرية والخارجية. فقد شملت الرايخستاغ الجديدة، وبرلمان منتخب عن طريق الاقتراع العام والاقتراع السري. يمكن للرايخستاغ المناقشة والتعامل مع الميزانيات، ولكن كانت سلطتهم محدودة بالمقارنة مع المجلس الاتحادي الذي يمثل الدول الأعضاء. وقد سيطر على الاتحاد من قبل المستشار الأول أوتو فون بسمارك الذي كان أيضا رئيس وزراء مملكة بروسيا، والتي كانت تضم 80 ٪ من عدد السكان. وبعد هزيمة النمسا في الحرب، ضمت بروسيا فقط الدول المستقلة في وقت سابق من هانوفر، كاسل هيسن، ناسو وفرانكفورت. في 1871 أصبحت دولة جديدة، وهي الإمبراطورية الألمانية، والتي تبنت معظم الأجزاء من دستور الاتحاد وعَلَمِها.
أنشأ الاتحاد الألماني الشمالي بعد حَلْ الاتحاد الألماني وتتكون أراضيها أجزاء من الاتحاد الألماني، شمال نهر الماين باستثناء لوكسمبورغ، بالإضافة إلى هوهنزولرن وبروسيا الشرقية ودوقية شليسفيغ، لكنها استبعدت النمسا وبافاريا، فورتمبيرغ، بادن، لوكسمبورغ، ليمبورغ، وليختنشتاين، والأجزاء الجنوبية من دوقية لهيس.

## تشكيل الاتحاد الألماني الشمالي

### خطط بروسيا لتوحيد ألمانيا
طوال معظم الفترة ما بين عامي 1815 – 1848، عملت كل من بروسيا والنمسا سوية واستخدمتا الاتحاد الألماني كأداة لقمع المساعي القومية للشعب الألماني. في عام 1849، انتخب المؤتمر الوطني في فرانكفورت الأمير البروسي كإمبراطور لألمانيا الصغرى (ألمانيا دون النمسا). رفض الملك ذلك وحاول توحيد ألمانيا من خلال اتحاد إرفورت بين عامي 1849 – 1850. عندما اجتمع اتحاد برلين في أوائل عام 1850 لمناقشة الدستور، كانت الولايات المشاركة أساسًا هي تلك المنتمية إلى ألمانيا الشمالية والوسطى. لكن النمسا، بالاشتراك مع الولايات الألمانية الجنوبية فورتمبورغ وبافاريا، أجبرت بروسيا على التخلي عن مساعيها التوحيدية في أواخر عام 1850.
في نيسان أبريل وأيار مايو من عام 1866، اقترحت بروسيا مشروع ألمانيا صغرى مرة أخرى. كان حجر الأساس لهذا الاقتراح انتخاب البرلمان الألماني اعتمادًا على الاقتراع العمومي الشامل للذكور. حتى أن الاقتراح ذكر بشكل مفصل قانون فرانكفورت الانتخابي لعام 1849. أراد أوتو فون بسمارك، رئيس ومستشار بروسيا، كسب التعاطف ضمن الحركة القومية والليبرالية في ذلك الوقت.
رفضت بروسيا وحلفاؤها هذا الاقتراح. في صيف عام 1866 تحاربت بروسيا والنمسا -كل مع حلفائه- في الحرب النمساوية البروسية.

### تبعات حرب 1866
وقعت بروسيا والنمسا هدنة مبدئية في نيكولسبرغ (26 تموز يوليو) واتفاقية سلام نهائية في براغ (23 آب أغسطس). أكدت النمسا على وجهة النظر البروسية بأن الاتحاد الألماني انحل بالفعل. سُمح لبروسيا تشكيل ما عُرف بـاتحاد أضيق (بالألمانية einen engeren Bund) في ألمانيا شمال نهر ماين. كان بسمارك موافقًا على هذا التحديد مع الإمبراطور الألماني نابليون الثالث قبل محادثات السلام هذه.
فضل الليبراليون في البرلمان البروسي أن تتملك بروسيا كامل الأراضي في الشمال الألماني. بشكل مشابه، كانت مملكة سردينيا قد أنشأت مملكة إيطاليا. لكن بسمارك اختار طريقة أخرى. ضمت بروسيا (في أكتوبر 1866) الخصوم العسكريين السابقين هانوفر وهيسه-كاسل وهيسه-ناساو ومدينة فرانكفورت الحرة. أصبحت شليسفيغ وهولشتاين أيضًا مقاطعة بروسية.
في الثامن عشر من أغسطس عام 1866، وقعت بروسيا مع عدد أكبر من الولايات الألمانية الشمالية والوسطى اتفاق اتحاد. أدى الاتفاق إلى تشكيل تحالف عسكري لمدة سنة. وأكدت على رغبة الولايات بتشكيل دولة فدرالية اتحادية بناء على اقتراحات بروسيا في يونيو عام 1866. اتفقوا على تشكيل برلمان منتخب لمناقشة مسودة دستور. لاحقًا في عام 1866، انضمت ولايات أخرى إلى الاتفاقية. كان على ولايتي ساكسونيا وهيسه-دارمشتادت العدوتين سابقًا في حرب عام 1866 الموافقة على الاتحاد الجديد في اتفاقي السلام الخاصين بهما (لم تشارك هيسه-دارمشتادت إلا بمقاطعتها الشمالية المعروفة باسم هيسه العليا).

### نحو دستور فدرالي
طلب بسمارك مشورة كل من السياسيين المحافظين والديمقراطيين وقدم في النهاية مسودة دستور لبقية الحكومات المحلية في الولايات. كان ينوي جعل الدولة الفدرالية الجديدة تبدو كاتحاد تقليدًا للاتحاد الألماني. يبرر هذا الأمر اسم البلاد وعددا من البنود في مسودة الدستور. رغب بسمارك بجعل الدولة الفدرالية أكثر جاذبية (أو أقل نفورًا) للولايات الألمانية الجنوبية التي قد تنضم لاحقًا.
في الوقت ذاته (في أواخر 1866) جهزت بروسيا والولايات الباقية لانتخاب برلمان ألماني شمالي جديد. وانتُخب هذا المجلس التأسيسي في فبراير عام 1867 اعتمادًا على قوانين الولاية. اجتمع المجلس التأسيسي من فبراير إلى أبريل، وعدل مسودة الدستور في محادثات مقربة من بسمارك في عدة نقاط هامة منه. لم يكن المجلس التأسيسي برلمانًا، بل كان أداة لمناقشة وقبول المسودة الدستورية. بعد ذلك، أبرمت المجالس البرلمانية للولايات (يونيو 1867) هذا الدستور، وتفعّل في الأول من يوليو. وفي أغسطس، انتُخب المجلس البرلماني الأول للدولة الاتحادية الجديدة.

### أربع سنوات تشريعية
خلال السنوات الأربع من حياة الاتحاد الألماني الشمالي، كان إنجازه التشريعي الأهم توحيد شمال ألمانيا. قرر مجلس النواب إصدار بعض القوانين الخاصة به مثل:
- حرية الحركة للمواطنين ضمن نطاق الاتحاد (1867).
- نظام بريدي موحد (1867 - 1868).
- جوازات سفر موحدة (1867).
- المساواة في الحقوق بين الأديان المختلفة (1869).
- توحيد واحدات القياس والوزن (مع إلزام إدخال واستخدام النظام المتري).
- نظام عقوبات موحد (1870).

أصبح اتحاد شمال ألمانيا أيضًا عضوًا في الاتحاد الجمركي الألماني المؤسس عام 1834.

## النظام السياسي
أسس الدستور الألماني الصادر في السادس عشر من أبريل عام 1867 مجلس برلمان وطني باقتراع عمومي شامل (للرجال فوق سن الخامسة والعشرين) عُرف باسم الرايخستاغ. من الهيئات التشريعية الأخرى البوندسرات -أو المجلس الفدرالي لممثلي الحكومات المتحالفة. من أجل إقرار قانون جديد، كان يجب الحصول على أغلبية انتخابية في الرايخستاغ والبوندسرات، ما أعطى الحكومات المتحالفة -أي الولايات وأمراءها- حق نقض مهمًا.
تمثلت السلطة التنفيذية بمنصب الرئيس، وهو مركز وراثي تابع لعائلة هوهنتسولرن الحاكمة لبروسيا. يساعده مستشار خاضع لتوجيهات الرئيس فقط (أنشأ بسمارك هذا المنصب ليشغله بنفسه). لم يكن هناك مجلس وزراء رسمي، لم يكن مسؤولو الوزارات معروفين باسم وزراء إنما عُرفوا باسم «سكرتير»، وكان المستشار مسؤولًا عن تنصيبهم وتنحيتهم.
كان الاتحاد فعليًا تحت سيطرة بروسيا. إذ ملكت بروسيا أربع أخماس مساحة الاتحاد وتعداده السكاني أكثر من الأعضاء الواحد والعشرين الآخرين. كانت الرئاسة منصبًا وراثيًا للتاج الملكي البروسي. كان بسمارك أيضًا وزير خارجية بروسيا -وهو المنصب الذي شغله طوال حياته المهنية تقريبًا، ومن خلال هذا المنصب، وجه المندوبين البروسيين في البوندسرات. امتلكت بروسيا 17 صوتًا من أصل 43 في البوندسرات بالرغم من كونها الولاية الكبرى من دون منازع، لكنها تمكنت من تحقيق أكثرية انتخابية بسهولة من خلال عقد تحالفات مع الولايات الأصغر.

## الاتحاد الجمركي
في يونيو عام 1867 عُقد مؤتمر بين بروسيا والولايات الألمانية الجنوبية التي لم تكن ضمن الاتحاد الألماني الشمالي. بعد ضغط من بروسيا، وقعت الولايات على اتفاقيات توحيد جمركي جديدة في الشهر التالي. بذلك كانت الهيئات الحاكمة للاتحاد الجمركي هي البوندسرات والرايخستاغ للاتحاد الألماني الشمالي، بالإضافة إلى ممثلين من حكومات جنوب ألمانيا في البوندسرات وأعضاء منتخبين بشكل مشابه من هذه الولايات في الرايخستاغ.
بإضافة هؤلاء الأعضاء من أجل الشؤون الجمركية، عُرفت هذه المؤسسات باسم المجلس الجمركي الاتحادي والبرلمان الجمركي. في الأول من يناير عام 1868 وُضعت هذه الهيئات الجديدة قيد التنفيذ. أمل بسمارك أن الاتحاد الجمركي قد يصبح وسيلة لتوحيد ألمانيا. ولكن الولايات الألمانية الجنوبية صوتت بشكل كبير في انتخابات البرلمان الجمركي عام 1868 لصالح أحزاب معادية لبروسيا.
من جهة أخرى، لم تكون دوقيتا مكلنبورغ والمدن الهانزية الثلاث أعضاء في الاتحاد الجمركي. انضمت المكلنبورغيتان ولوبيك بعد تأسيس الاتحاد الألماني الشمالي بفترة وجيزة. في النهاية بعد الضغط البروسي الشديد انضمت هامبورغ إلى الاتحاد الجمركي عام 1888. انضمت بريمن في الوقت ذاته. بالرغم من ذلك، ساهمت هذه الولايات بشكل كامل في المؤسسات الفدرالية، حتى عندما لم تكن جزءًا من الاتحاد الجمركي ولم تكن متأثرة بشكل مباشر بالقرارات المتعلقة بهذا المجال.

## الانتقال إلى الإمبراطورية الألمانية (1870 – 1871)
في منتصف عام 1870، أدت أزمة دبلوماسية متعلقة بالعرش الإسباني إلى الحرب الفرنسية البروسية. خلال هذه الحرب -وتحديدًا في نوفمبر 1870- اتحد الاتحاد الألماني الشمالي مع الولايات الألمانية الجنوبية بافاريا وفورتمبيرغ وبادن (مع بعض أجزاء هيسه-دارمشتادت التي لم تكن عضوًا في الاتحاد سابقًا) لتشكيل دولة قومية جديدة. دعيت هذه الدولة في البداية باسم الاتحاد الألماني، لكن مجلس النواب للاتحاد الألماني الشمالي تبنى في العاشر من ديسمبر عام 1870 تسمية الرايخ الألماني (المُلك الألماني أو الإمبراطورية الألمانية) ومنح لقب الإمبراطور الألماني لملك بروسيا كرئيس للاتحاد. في الأول من يناير عام 1871 أعطى الدستور الجديد للبلاد اسم الإمبراطورية الألمانية ولقب الإمبراطور للملك وليام. قبل الملك هذا اللقب في الثامن عشر من يناير عام 1871. اعتُبر هذا اليوم لاحقًا تاريخ تأسيس الإمبراطورية بالرغم من أنه لم يكن له أي أهمية دستورية.
انتُخب مجلس برلماني جديد في الثالث من مارس عام 1871. وكان الدستوران اللذان صدرا في الأول من يناير والسادس عشر من أبريل عام 1871 مطابقين تقريبًا لدستور الاتحاد الألماني الشمالي، وتبنت الإمبراطورية علم الاتحاد الألماني الشمالي.

## الطابع البريدي
كان الإشراف على الأعمال البريدية وإصدار الطوابع البريدية جزءًا من أعمال الاتحاد.